# SEG Plaza
SEG Plaza  — 72-этажный небоскрёб высотой 356 метров (вместе с антеннами), расположенный в Шэньчжэне (Китай), на пересечении Shennan Boulevard и Hua Qiang Bei. По состоянию на конец 2015 года занимал 42-е место по высоте в Китае и 115-е — в мире В здании расположена штаб-квартира компании Shenzhen Electronics Group, в честь которой оно и получило своё название.

## Функциональность и структура здания
Этажи с 1 по 7 отведены под рынок электроники SEG Electronics. Магазины SEG Electronics Market также расположены вокруг здания.
8-10 этажи отведены под рестораны национальной кухни, 11-12 этажи — под рестораны европейской кухни и столовую для администрации. На 13-49 этаже расположены офисы (при этом 19, 34 и 49 — резервные этажи-убежища на случай пожара). 50-68 этажи представляют собой «отель в небе». На 69 этаже расположена смотровая площадка, а на 72 — вертолётная площадка (70 и 71 этажи — технические).
В целом у SEG Plaza 72 надземных и 4 подземных этажа (там расположена подземная парковка). Общая площадь здания составляет 170 000 квадратных метров. Строительство здания было завершено в 2000 году.

## Происшествия
В мае 2021 года небоскрёб зашатался и накренился, все посетители были эвакуированы.